# Robert Landfermann
Robert Landfermann (Oberwinter, 28 mei 1982) is een Duitse jazzcontrabassist en -componist van de creative jazz.

## Biografie
Landfermann kreeg vanaf 7-jarige leeftijd klassieke gitaarles. In 1998 wisselde hij van elektrische bas naar contrabas, waarop hij les kreeg van Gunnar Plümmer in Bonn. Van 2002 tot 2009 studeerde hij bij Dieter Manderscheid aan de muziekuniversiteit van Keulen. Tussen 2002 en 2004 maakte hij deel uit van het Youth Jazz Orchestra NRW en van 2003 tot 2005 van het Federal Jazz Orchestra onder leiding van Peter Herbolzheimer. In 2008 was hij lid van het European Youth Jazz Orchestra van de EBU. Hij volgde ook lessen en voltooide workshops bij muzikanten als Mark Dresser en Mike Richmond.
Hij werkte aan club- en festivalconcerten en cd-publicaties met muzikanten als John Scofield, Lee Konitz, Charlie Mariano, Barre Philipps, John Taylor, John Hollenbeck, Joachim Kühn, Chris Potter, Lenine, Tomasz Stanko, Django Bates en Dave Liebman. In 2006 formeerde hij samen met Jonas Burgwinkel en Niels Klein het trio The Friendly Takeover, zijn eerste band als leider. Hij maakt sinds 2006 deel uit van het Pablo Held-trio. Hij was ook lid van Shreefpunk van Matthias Schriefl, met wie hij ook curator was van de Jazz-o-rama-serie in het Cologne Art Theater. Sinds 2008 presenteert hij in de Keulse Jazz- en bluesclub LOFT de concertreeks Not without Robert, waarin hij met verschillende muzikanten optreedt. Het thema van de serie is geïmproviseerde muziek met interessante persoonlijkheden uit de Duitse jazzwereld, die nog nooit eerder hebben samengespeeld.
Concertreizen brachten hem door meer dan 50 landen op alle continenten. Samen met Frederik Köster, Pablo Held, Jonas Burgwinkel, Tobias Hoffmann en Sebastian Gille maakt hij deel uit van het Keulse jazzcollectief KLAENG, dat concerten en festivals organiseert en het KLAENGrecords-label uitbaat. Van 2011 tot 2019 doceerde hij jazz-contrabas aan de Folkwang Universität. Sinds 2019 is hij professor aan de Musikhochschule in Mannheim.

## Prijzen en onderscheidingen
Met Jonas Burgwinkel ontving hij in 2009 de WDR Jazzprijs voor Improvisatie. In hetzelfde jaar ontving hij de jazzbeurs van de Keulse Horst en Gretl Will Foundation. Met het kwartet van Frederik Köster won hij in 2009 ook de New German Jazz Award. In 2013 ontving hij samen met Pablo Held en Jonas Burgwinkel de NRW Promotie Prijs en in 2014 ook de SWR Jazz Award met het Pablo Held Trio.

## Discografie
- 2007: Deujazz Kauf Dir einen bunten Luftballon (met Anette von Eichel, Matthias Schriefl en Jonas Burgwinkel)
- 2008: Nicht Ohne Robert Vol. 1 (JazzHausMusik, met Rudi Mahall, Simon Nabatov, Christian Lillinger)
- 2009: Null (JazzHausMusik, solo)
- 2010: Achim Kaufmann, Christian Lillinger, Robert Landfermann: Grünen (Clean Feed Records)
- 2012: Benjamin Schaefer: Leaves Like Snow (Double Moon Records), met Marcus Rieck
- 2013: Tiefgang (KLAENG; met David Schütte, Holger Werner, Tobias Christl, Niels Klein, Tobias Hoffmann, Sebastian Gille, Dieter Manderscheid)
- 2014: Grünen: Achim Kaufmann / Robert Landfermann / Christian Lillinger: Pith and Twig (Clean Feed)
- 2015: Emißatett: qui-pro-quo-dis (Schraum), met Elisabeth Coudoux, Matthias Muche, Philip Zoubek, Etienne Nillesen
- 2015: Robert Landfermann Quintet: Night Will Fall (Pirouet Records), met Sebastian Gille, Christian Weidner, Elias Stemeseder und Jim Black
- 2016: Simon Seidl Trio Miradouro (Klaeng Records)
- 2018: Robert Landfermann Quintet: Brief (Pirouet), met Sebastian Gille, Christian Weidner, Elias Stemeseder en Jim Black
- 2019: Christian Lillinger Open Form For Society (Plaist) met Frans Petter Eldh, Roland Neffe, Christopher Dell, Kaja Draksler, Elias Stemeseder, Antonis Anissegos en Lucy Railton.

- Bibliothèque nationale de France: cb15964096g (data)
- Gemeinsame Normdatei: 135496985
- International Standard Name Identifier: 0000 0000 5816 2986
- Library of Congress Control Number: n2011049574
- MusicBrainz: 051ac962-b1f6-46eb-8841-ec6571a026c5
- Système universitaire de documentation: 15746671X
- Virtual International Authority File: 79224043